# 28 دي

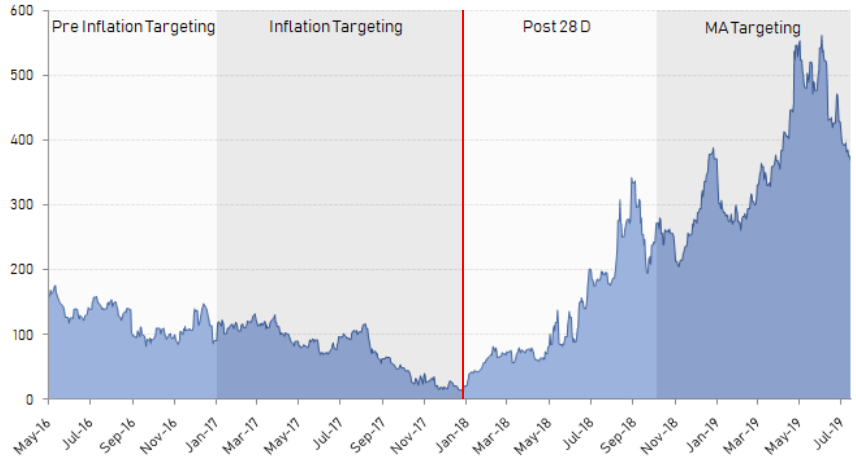
انتشار مخاطر الدول (EMBI +) للأرجنتين. يمثل الخط الأحمر حدث 28 دي.

28 دي (بالإنجليزية: 28D) هو المصطلح المستخدم للإشارة إلى المؤتمر الصحفي الذي عقد في 28 ديسمبر 2017 لـ بنك الأرجنتين المركزي مع وزارة الخزانة الأرجنتينية، والذي غيروا فيه هدف التضخم الخاص بهم. هذا الحدث هو بداية فقدان الثقة الذي أطلق شرارة بداية الأزمة النقدية الأرجنتينية لعام 2018.

## خلفية
بلغ معدل التضخم في عام 2017 25٪، وكانت إدارة ماكري تحقق انتصارًا كبيرًا في الانتخابات التشريعية.
في 28 ديسمبر تم الإعلان عن التغيير في أهداف التضخم لعام 2018 والذي كان 10٪ سنويًا ورفعه إلى 15٪.
قرأ الكثيرون هذا الإجراء باعتباره تقدمًا لرئيس مجلس الوزراء ووزيري الخزانة والمالية العامة بشأن استقلالية البنك المركزي.